# Observer
Observer (còn được viết thành  >observer_) là một trò chơi kinh dị đánh vào tâm lý người chơi, được Bloober Team phát triển và Aspyr phát hành trên các nền tảng Windows, PlayStation 4 và Xbox One vào ngày 15 tháng 8 năm 2017. Câu chuyện theo sau nhân vật Daniel Lazarski, một thám tử có khả năng xâm nhập vào trí óc của người khác để tra dò thông tin và tương tác với môi trường xung quanh.

## Cốt truyện
Bối cảnh cyberpunk của Observer đặt vào tương lai năm 2084 tại Kraków, Ba Lan, một dịch bệnh đã xuất hiện cùng với một cuộc chiến công nghệ, sử dụng thuốc tràn lan, làm dẫn tới hàng ngàn người thiệt mạng. Sau đó, một tập đoàn đã tới nơi này và cầm quyền thống trị đất nước Ba Lan, thám tử thuộc đơn vị cảnh sát Observers, Daniel Lazarski, nhận được cuộc gọi từ người con trai đã lâu không gặp của ông. Lo lắng cho con, ông đã bắt đầu truy tìm và bị kẹt lại tại một khu chung cư. Daniel có khả năng thâm nhập vào trí óc và nỗi sợ hãi của người khác bằng cách sử dụng thiết bị công nghệ Dream Eater, từ đây ông sẽ xem lại ký ức những gì đã diễn ra của người khác để quét, thu thập thông tin cho cuộc truy tìm. Thế giới ảo chính là nằm ở đây, ký ức, chẳng chút liên quan gì đến thế giới thực.

## Đón nhận
Theo Metacritic, Observer nhận được nhiều đánh giá chung. Trò chơi nhận được giải nhì cho Giải thưởng Thế giới hay nhất trong Giải thưởng Trò chơi của năm 2017 của Giant Bomb, tựa game còn giành Giải thưởng Bối cảnh hay nhất trong Giải thưởng Trò chơi Phiêu lưu của Năm 2017 của Game Informer. Eurogamer xếp tựa game thứ 34 trong danh sách 50 trò chơi hàng đầu năm 2017 của họ, trong khi Polygon xếp nó thứ 46 trong danh sách 50 trò chơi hay nhất năm 2017 của họ. Trò chơi cũng được đề cử cho Sử dụng âm thanh, IP mới tại Giải thưởng đánh giá thương mại trò chơi điện tử quốc gia.
Javy Gwaltney của Game Informer viết: "Observer tận dụng tối đa sự kết hợp giữa khoa học viễn tưởng và khủng bố", trích dẫn bối cảnh tối giản như một cái gì đó phân biệt nó với những câu chuyện tương lai khác. Anh khen ngợi các đoạn xâm nhập vào trí óc là "dữ dội, đáng sợ" và thú vị. Trò chơi được ca ngợi vì những câu đố, nỗi sợ hãi và cốt truyện, những yếu tố đó thì Gwaltney nghĩ nó không nhàm chán, mặc dù chỉ thiếu phần chiến đấu. Brittany Vincent của Game Revolution cho biết trò chơi này, là một trong những game hay nhất cô từng chơi cho đến nay. Cô cảm thấy cuộc thám hiểm siêu ly kỳ và đáng giá bầu không khí chơi game và hiệu ứng hình ảnh trong quá trình xâm nhập rất "thành thạo'".
David Rayfield tại GameSpot đã ca ngợi các môi trường chi tiết và nhận thấy phần câu chuyện là "một trong những điều hấp dẫn nhất" trong thể loại kinh dị suốt nhiều năm. Anh cảm thấy khả năng mở cửa thêm vào sự kịch tích. Anh thích cách pha trộn âm nhạc của Arkadiusz Reikowski, và kịch bản của game đã khiến "ngay cả những nhân vật thoáng qua nhất" trở nên chân thực. Jody Macgregor từ PC Gamer cho biết một vài cảnh trong game "siêu thực", đôi khi Jody còn tìm thấy hiệu ứng hình ảnh thực sự "gây sốc".